# Su Tseng-chang
Su Tseng-chang (en chinois : 蘇貞昌, en pinyin : Sū Zhēngchāng) est un homme politique taïwanais né le 28 juillet 1947. Il est Premier ministre de Taïwan du 25 janvier 2006 au 21 mai 2007 et du 14 janvier 2019 au 31 janvier 2023. Su Tseng-chang est membre du Parti démocratique progressiste (PDP ou Minjindang).

## Biographie
Né dans le comté de Pingtung, Su suit des études de droit à l'université nationale de Taïwan. Il est avocat entre 1973 et 1983. Lors du procès de Kaohsiung, il fait partie de la défense. Il est ensuite élu magistrat du district de Pintung de 1989 à 1994, puis magistrat du district de Taipei de 1997 à 2004. Son élection au poste de magistrat est due à la scission entre le Nouveau parti et le Kuomintang. Pour sa réélection, le Nouveau parti et le KMT présentent un candidat commun (coalition pan-bleue) mais Su est quand même facilement réélu.
Il devient ensuite secrétaire-général de la présidence sous la présidence de Chen Shui-bian entre 2004 et 2005. Le président Chen quitte son poste de secrétaire général du PDP après les élections législatives de 2004 et Su est élu à sa place. À la suite de l'échec relatif du PDP lors des élections municipales de 2005, Su annonce le 3 décembre, en accord avec une promesse électorale, sa démission du poste secrétaire général du parti.
Su a été nommé Premier ministre le 19 janvier 2006 et a prêté serment avec son gouvernement le 25 janvier.
Le 12 mai 2007, il annonce sa démission moins d'une semaine après avoir fini deuxième lors de l'investiture de son parti pour la course à la présidentielle de 2008 derrière Frank Hsieh. Su fait équipe avec Frank Hsieh en tant que candidat à la vice-présidence mais le PDP perd face au ticket Kuomintang de Ma Ying-jeou et Vincent Siew.
Su Tseng-chang se présente à l'élection municipale à Taipei en novembre 2010, mais perd contre le titulaire Hau Lung-pin par une marge de 12 points.
Il fait campagne pour les primaires présidentielles du PDP en 2011, mais perdu de peu contre Tsai Ing-wen. À la suite de la défaite de Tsai Ing-wen au profit de Ma Ying-jeou, Su Tseng-chang est élu pour succéder à Tsai Ing-wen à la présidence du PDP en 2012.
Il redevient Premier ministre le 14 janvier 2019,  jusqu'au 31 janvier 2023. L'ancien vice-président Chen Chien-jen lui succède.
Su est marié à Chan Hsiu-ling (詹秀齡) et le couple a trois filles.